# Neriene kartala
Neriene kartala är en spindelart som beskrevs av Rudy Jocqué 1985. Neriene kartala ingår i släktet Neriene och familjen täckvävarspindlar. Inga underarter finns listade i Catalogue of Life.